# カプタホール
カプタホール(Captafol)は、殺菌剤である。うどん粉病を除くほぼ全ての植物の菌病を制御するのに用いられる。ヒトにとっての発癌性物質になると考えられており、アメリカ合衆国内で殺菌剤用途での製造は、1987年で中止された。
在庫の利用は許されていたが、1999年にアメリカ合衆国環境保護庁は、タマネギ、ジャガイモ、トマト以外の全ての作物への利用を禁止した。2006年にはこれらの例外も認められなくなり、したがって現在では、アメリカ合衆国では全ての作物への利用が禁止されている。
2000年以降、いくつかの国がこれに続いており、2010年時点で、カプタホールの食用作物への利用を認めている国は知られていない。アメリカ合衆国の国立労働安全衛生研究所は推奨曝露限界を、皮膚曝露で1m3当たり0.1mgと定めている。
我が国においては、ダイホルタン（商品名ホールエース or ホールエイト）と呼ばれる無登録輸入品である。動物実験において発癌性が認められており、無毒性量を評価しうるデータがないとされた。毒性は普通物。
当時の製造業者：日本農薬、北興化学、日産化学、三共等。
カプタホールの特許番号は、3,178,447 (1965)である。チアベンダゾールとの混合物は、4092422 (1978)の特許が取られている。
カプタホールの国際貿易は、ロッテルダム条約によって規制されている。